# チャーマ・ラージャ10世
チャーマ・ラージャ10世（ヒンディー語：चामराजेन्द्र ओडियार, Chama Raja X, 1863年2月22日 - 1894年12月28日）は、南インドのカルナータカ地方、マイソール藩王国の君主（在位：1868年 - 1894年）。チャーマ・ラージェーンドラ（Chama Rajendra）の名でも知られる。

## 生涯
1865年6月18日、祖父である藩王クリシュナ・ラージャ3世の養子として王太子となり、1868年3月27日に同王が死亡したことにより、チャーマ・ラージャ10世がその藩王位を継承した。
1881年3月25日、先王の代より長らくイギリスに奪われていた内政権が返却され、チャーマ・ラージャ10世は藩王国の内政権を行使できるようになった。
チャーマ・ラージャ10世は、先王クリシュナ・ラージャ3世の治世よりイギリスに評価化されていた優秀な支配体制の発展に努め、開明的近代化政策を推し進めた。
1878年にはマハーラージャ大学を設立したばかりか、1881年に代表的市民を招いての代議士会が開催され、1891年には議員選出に選挙制度が導入されるなど、さまざまな政策がすすめられた。
1894年12月28日、チャーマ・ラージャ10世はカルカッタに出向いていた矢先、突如ジフテリアで死亡し、息子のクリシュナ・ラージャ4世がその王位を継承した。
その死までにさまざまな社会改革が行われ、同1894年に国内で幼児婚禁止令が出されているなど、「模範的」な国家となる先駆けが出来ていた。

## ギャラリー
- チャーマ・ラージャ10世（1877年）
- チャーマ・ラージャ10世（ラヴィ・ヴァルマ作）
- チャーマ・ラージャ10世と子供たち（左横にはクリシュナ・ラージャ4世もいる）